# Список акторів Голодних ігор

Логотип медіафраншизи «Голодні ігри»

Це список акторів Голодних ігор, які зображують персонажів в серії фільмів на основі серії книг Сюзанни Коллінз.

## Акторський склад
| Персонаж                              | Фільми            | Фільми               | Фільми                   | Фільми                   |
| Персонаж                              | Голодні ігри      | У вогні              | Переспівниця - Частина І | Переспівниця - Частина 2 |
| Основні персонажі                     | Основні персонажі | Основні персонажі    | Основні персонажі        | Основні персонажі        |
| ------------------------------------- | ----------------- | -------------------- | ------------------------ | ------------------------ |
| Катніс Евердін                        | Дженніфер Лоуренс | Дженніфер Лоуренс    | Дженніфер Лоуренс        | Дженніфер Лоуренс        |
| Піта Мелларк                          | Джошуа Гатчерсон  | Джошуа Гатчерсон     | Джошуа Гатчерсон         | Джошуа Гатчерсон         |
| Гейл Готорн                           | Ліам Хемсворт     | Ліам Хемсворт        | Ліам Хемсворт            | Ліам Хемсворт            |
| Геймітч Абернаті                      | Вуді Харрельсон   | Вуді Харрельсон      | Вуді Харрельсон          | Вуді Харрельсон          |
| Громадяни Капітолія                   |                   |                      |                          |                          |
| Президент Сноу                        | Дональд Сазерленд | Дональд Сазерленд    | Дональд Сазерленд        | Дональд Сазерленд        |
| Еффі Тринькіт                         | Елізабет Бенкс    | Елізабет Бенкс       | Елізабет Бенкс           | Елізабет Бенкс           |
| Цезар Флікерман                       | Стенлі Туччі      | Стенлі Туччі         | Стенлі Туччі             | Стенлі Туччі             |
| Клаудіус Темплсміт                    | Тобі Джонс        | Тобі Джонс           | Тобі Джонс               | Тобі Джонс               |
| Цинна                                 | Ленні Кравіц      | Ленні Кравіц         |                          |                          |
| Порція                                | Латарша Роуз      |                      | Н/Д                      | Н/Д                      |
| Венія                                 | Кіміко Гельман    |                      | Кіміко Гельман           | Н/Д                      |
| Октавія                               | Брюс Банді        | Брюс Банді           | Брюс Банді               | Н/Д                      |
| Флавіус                               | Нельсон Асенсио   | Нельсон Асенсио      | Нельсон Асенсио          | Н/Д                      |
| Плутарх Хевенсбі                      |                   | Філіп Сеймур Гоффман | Філіп Сеймур Гоффман     | Філіп Сеймур Гоффман     |
| Жителі округу 12                      |                   |                      |                          |                          |
| Міс Евердін                           | Паула Малкомсон   | Паула Малкомсон      | Паула Малкомсон          | Паула Малкомсон          |
| Примроуз "Прим" Евердін               | Віллоу Шилдс      | Віллоу Шилдс         | Віллоу Шилдс             | Віллоу Шилдс             |
| Трибути (74-их і 75-их Голодних ігор) |                   |                      |                          |                          |
| Рута                                  | Амандла Стенберг  |                      |                          |                          |
| Катон                                 | Александр Людвіг  |                      |                          |                          |
| Клоув                                 | Ізабелль Фюрман   |                      |                          |                          |
| Марвел                                | Джек Куейд        |                      |                          |                          |
| Гліммер                               | Лівен Рамбін      |                      |                          |                          |
| Трач                                  | Дайо Океньї       |                      |                          |                          |
| Фіней Одейр                           |                   | Сем Клафлін          | Сем Клафлін              | Сем Клафлін              |
| Бітті                                 |                   | Джефрі Райт          | Джефрі Райт              | Джефрі Райт              |
| Джоанна Мейсон                        |                   | Джена Мелоун         | Джена Мелоун             | Джена Мелоун             |
| Енорабія                              |                   | Мета Голдінг         | Мета Голдінг             | Мета Голдінг             |
| Мегз                                  |                   | Лінн Коен            |                          |                          |
| Жителі округу 13                      |                   |                      |                          |                          |
| Президент Алма Коїн                   |                   |                      | Джуліанна Мур            | Джуліанна Мур            |
| Крессіда                              |                   |                      | Наталі Дормер            | Наталі Дормер            |
| Командувач Лайм                       |                   |                      | Лілі Рейб                | Лілі Рейб                |